# Neobuxbaumia mezcalaensis
Neobuxbaumia mezcalaensis là một loài thực vật có hoa trong họ Cactaceae. Loài này được Bravo mô tả khoa học đầu tiên.